# Eliminatórias da Copa do Mundo FIFA de 2022 – CAF (segunda fase)
Esta página apresenta os resultados das partidas da segunda fase das eliminatórias africanas (CAF) para a Copa do Mundo FIFA de 2022.

## Formato
Na segunda fase as 26 seleções melhores colocadas se juntaram aos 14 vencedores da primeira fase. As seleções foram divididas em dez grupos com quatro seleções cada. Os vencedores da cada grupo avançaram para a terceira fase.

## Calendário
O calendário para a segunda fase é o seguinte: Após o reagendamento da Campeonato Africano das Nações de 2021 de junho / julho para janeiro / fevereiro, as datas da primeira e segunda rodada também foram remarcadas. Em 19 de agosto de 2020 a CAF anunciou que todas as partidas da segunda fase foram adiadas para 2021. Em 6 de maio de 2021, a segunda fase foi mais uma vez adiada devido à pandemia, e todas as partidas foram remarcadas para serem disputadas entre setembro e novembro de 2021.
| Rodada          | Datas                     |
| --------------- | ------------------------- |
| Primeira rodada | 1–4 de setembro de 2021   |
| Segunda rodada  | 5–8 de setembro de 2021   |
| Terceira rodada | 6–9 de outubro de 2021    |
| Quarta rodada   | 10–12 de outubro de 2021  |
| Quinta rodada   | 11–13 de novembro de 2021 |
| Sexta rodada    | 14–16 de novembro de 2021 |

## Sorteio
O sorteio foi realizado em 21 de janeiro de 2020 em Cairo no Egito.
A divisão das seleções nos potes é baseada no ranking da FIFA de dezembro de 2019.
| Pote 1 | Pote 2 | Pote 3 | Pote 4 |
| --- | --- | --- | --- |
| 1. Senegal (20) 2. Tunísia (27) 3. Nigéria (31) 4. Argélia (35) 5. Marrocos (43) 6. Gana (47) 7. Egito (51) 8. Camarões (53) 9. Mali (56) 10. RD Congo (56) | 1. Burquina Fasso (59) 2. Costa do Marfim (61) 3. África do Sul (71) 4. Guiné (74) 5. Uganda (77) 6. Cabo Verde (78) 7. Gabão (83) 8. Benim (84) 9. Zâmbia (88) 10. Congo (89) | 1. Madagascar (91) 2. Mauritânia (100) 3. Líbia (101) 4. Moçambique (105) 5. Quénia (106) 6. República Centro-Africana (109) 7. Zimbabwe (111) 8. Níger (112) 9. Namíbia (117) 10. Guiné-Bissau (118) | 1. Malawi (123) 2. Angola (124) 3. Togo (126) 4. Sudão (128) 5. Ruanda (131) 6. Tanzânia (134) 7. Guiné Equatorial (145) 8. Etiópia (146) 9. Libéria (152) 10. Djibouti (184) |

## Grupos
|  | Equipes classificadas à terceira fase |
|  | Equipes eliminadas                    |

### Grupo A
| Pos | Equipe         | Pts | J | V | E | D | GP | GC | SG  | Classificado        |  | ALG | BFA | NIG | DJI |
| --- | -------------- | --- | - | - | - | - | -- | -- | --- | ------------------- |  | --- | --- | --- | --- |
| 1   | Argélia        | 14  | 6 | 4 | 2 | 0 | 25 | 4  | +21 | Avança para 3ª Fase |  | —   | 2–2 | 6–1 | 8–0 |
| 2   | Burquina Fasso | 12  | 6 | 3 | 3 | 0 | 12 | 4  | +8  | Eliminados          |  | 1–1 | —   | 1–1 | 2–0 |
| 3   | Níger          | 7   | 6 | 2 | 1 | 3 | 13 | 17 | −4  | Eliminados          |  | 0–4 | 0–2 | —   | 7–2 |
| 4   | Djibouti       | 0   | 6 | 0 | 0 | 6 | 4  | 29 | −25 | Eliminados          |  | 0–4 | 0–4 | 2–4 | —   |

| 2 de setembro de 2021 | Níger | 0 – 2     | Burquina Fasso                   | Estádio de Marrakech, Marraquexe (Marrocos) |
| 17:00 (UTC+1)         |       | Relatório | L. Traoré 76' (pen) · Konaté 79' | Público: 0 Árbitro: RWA Samuel Uwikunda     |

| 2 de setembro de 2021 | Argélia                                                                                            | 8 – 0     | Djibouti | Estádio Mustapha Tchaker, Blida           |
| 20:00 (UTC+1)         | Slimani 5', 25' (pen), 46', 53' · Bensebaini 27' · Bounedjah 40' (pen) · Mahrez 67' · Zerrouki 69' | Relatório |          | Público: 0 Árbitro: CMR Blaise Yuven Ngwa |

| 6 de setembro de 2021 | Djibouti                   | 2 – 4     | Níger                                            | Estádio Príncipe Moulay Abdellah, Rabat (Marrocos) |
| 14:00 (UTC+1)         | Farah Ali 32' · Hassan 90' | Relatório | Adebayor 49', 56' · Wonkoye 65' (pen) · Sabo 68' | Público: 0 Árbitro: MOZ Celso Alvação              |

| 7 de setembro de 2021 | Burquina Fasso | 1 – 1     | Argélia      | Estádio de Marrakech, Marraquexe (Marrocos) |
| 20:00 (UTC+1)         | Tapsoba 64'    | Relatório | Feghouli 18' | Público: 0 Árbitro: BOT Joshua Bondo        |

| 8 de outubro de 2021 | Argélia                                                                               | 6 – 1     | Níger     | Estádio Mustapha Tchaker, Blida |
| 21:00 (UTC+1)        | Mahrez 27', 60' (pen) · Oumarou 47' (g.c.) · Souleymane 70' (g.c.) · Slimani 76', 88' | Relatório | Sosah 50' | Árbitro: GHA Daniel Laryea      |

| 8 de outubro de 2021 | Djibouti | 0 – 4     | Burquina Fasso                               | Estádio de Marrakech, Marraquexe (Marrocos) |
| 21:00 (UTC+1)        |          | Relatório | Tapsoba 45+2', 48' · Kaboré 51' · Konaté 60' | Árbitro: UGA Ali Sabilla                    |

| 11 de outubro de 2021 | Burquina Fasso         | 2 – 0     | Djibouti | Estádio de Marrakech, Marraquexe (Marrocos) |
| 17:00 (UTC+1)         | Dayo 30' · Tapsoba 63' | Relatório |          | Árbitro: LBR Hassen Corneh                  |

| 12 de outubro de 2021 | Níger | 0 – 4     | Argélia                                               | Stade Général Seyni Kountché, Niamei |
| 17:00 (UTC+1)         |       | Relatório | Mahrez 21' · Mandi 33' · Bennacer 48' · Bounedjah 54' | Árbitro: SEN Issa Sy                 |

| 12 de novembro de 2021 | Djibouti | 0 – 4     | Argélia                                                 | Estádio Internacional do Cairo, Cairo (Egito) |
| 16:00 (UTC+2)          |          | Relatório | Belaïli 29' · Benrahma 40' · Feghouli 42' · Slimani 87' | Árbitro: BEN Djindo Houngnandande             |

| 12 de novembro de 2021 | Burquina Fasso | 1 – 1     | Níger             | Estádio de Marrakech, Marraquexe (Marrocos) |
| 13:00 (UTC+1)          | Dayo 55' (pen) | Relatório | Oumarou 34' (pen) | Árbitro: MAR Samir Guezzaz                  |

| 15 de novembro de 2021 | Níger                                                                 | 7 – 2     | Djibouti                   | Stade Général Seyni Kountché, Niamei |
| 17:00 (UTC+1)          | Adebayor 14', 36', 75' · Wonkoye 62' · Sosah 64' · Djibrilla 85', 87' | Relatório | Ahmed 33' · Siad Isman 84' | Árbitro: COM Athoumani Youssouf      |

| 16 de novembro de 2021 | Argélia                   | 2 – 2     | Burquina Fasso              | Estádio Mustapha Tchaker, Blida |
| 20:00 (UTC+1)          | Mahrez 21' · Feghouli 68' | Relatório | Sanogo 37' · Dayo 83' (pen) | Árbitro: RSA Victor Gomes       |

### Grupo B
| Pos | Equipe           | Pts | J | V | E | D | GP | GC | SG | Classificado        |  | TUN | EQG | ZAM | MTN |
| --- | ---------------- | --- | - | - | - | - | -- | -- | -- | ------------------- |  | --- | --- | --- | --- |
| 1   | Tunísia          | 13  | 6 | 4 | 1 | 1 | 11 | 2  | +9 | Avança para 3ª Fase |  | —   | 3–0 | 3–1 | 3–0 |
| 2   | Guiné Equatorial | 11  | 6 | 3 | 2 | 1 | 6  | 5  | +1 | Eliminados          |  | 1–0 | —   | 2–0 | 1–0 |
| 3   | Zâmbia           | 7   | 6 | 2 | 1 | 3 | 8  | 9  | −1 | Eliminados          |  | 0–2 | 1–1 | —   | 4–0 |
| 4   | Mauritânia       | 2   | 6 | 0 | 2 | 4 | 2  | 11 | −9 | Eliminados          |  | 0–0 | 1–1 | 1–2 | —   |

| 3 de setembro de 2021 | Mauritânia | 1 – 2     | Zâmbia                | Estádio Olímpico, Nuaquexote                |
| 16:00 (UTC+0)         | Niass 69'  | Relatório | Mwepu 10' · Mumba 57' | Público: 0 Árbitro: EGY Ibrahim Nour El Din |

| 3 de setembro de 2021 | Tunísia                                   | 3 – 0     | Guiné Equatorial | Estádio Hammadi Agrebi, Tunes         |
| 20:00 (UTC+1)         | Bronn 54' · Skhiri 78' · Khazri 82' (pen) | Relatório |                  | Público: 0 Árbitro: GHA Daniel Laryea |

| 7 de setembro de 2021 | Zâmbia | 0 – 2     | Tunísia                             | Estádio Levy Mwanawasa, Ndola                  |
| 15:00 (UTC+2)         |        | Relatório | Khazri 8' (pen) · Ben Slimane 90+2' | Público: 5 000 Árbitro: GAB Eric Otogo-Castane |

| 7 de setembro de 2021 | Guiné Equatorial | 1 – 0     | Mauritânia | Estádio de Malabo, Malabo                          |
| 17:00 (UTC+1)         | Iban 59' (pen)   | Relatório |            | Público: 0 Árbitro: ANG Hélder Martins de Carvalho |

| 7 de outubro de 2021 | Guiné Equatorial    | 2 – 0     | Zâmbia | Estádio de Malabo, Malabo          |
| 18:00 (UTC+1)        | Coco 35' · Nsue 88' | Relatório |        | Árbitro: MAR Noureddine El Jaafari |

| 7 de outubro de 2021 | Tunísia                              | 3 – 0     | Mauritânia | Estádio Hammadi Agrebi, Tunes      |
| 21:00 (UTC+1)        | Skhiri 15' · Khazri 42' · Jaziri 86' | Relatório |            | Árbitro: ETH Bamlak Tessema Weyesa |

| 10 de outubro de 2021 | Zâmbia        | 1 – 1     | Guiné Equatorial | Estádio Heróis Nacionais, Lusaca |
| 18:00 (UTC+2)         | F. Sakala 65' | Relatório | Bikoro 82'       | Árbitro: GAM Bakary Gassama      |

| 10 de outubro de 2021 | Mauritânia | 0 – 0     | Tunísia | Estádio Olímpico, Nuaquexote   |
| 19:00 (UTC+0)         |            | Relatório |         | Árbitro: ALG Mehdi Abid Charef |

| 13 de novembro de 2021 | Zâmbia                               | 4 – 0     | Mauritânia | Estádio Heróis Nacionais, Lusaca |
| 15:00 (UTC+2)          | Daka 34' · F. Sakala 37', 45+1', 63' | Relatório |            | Árbitro: SDN Mahmood Ali Ismail  |

| 13 de novembro de 2021 | Guiné Equatorial | 1 – 0     | Tunísia | Estádio de Malabo, Malabo  |
| 17:00 (UTC+1)          | Ganet 84'        | Relatório |         | Árbitro: MLI Boubou Traoré |

| 16 de novembro de 2021 | Tunísia                                 | 3 – 1     | Zâmbia        | Estádio Hammadi Agrebi, Tunes          |
| 20:00 (UTC+1)          | Laïdouni 18' · Dräger 31' · Maâloul 43' | Relatório | F. Sakala 80' | Árbitro: BDI Pacifique Ndabihawenimana |

| 16 de novembro de 2021 | Mauritânia | 1 – 1     | Guiné Equatorial | Estádio Olímpico, Nuaquexote         |
| 19:00 (UTC+0)          | Kamara 23' | Relatório | Coco 58'         | Árbitro: MRI Ahmad Imtehaz Heeralall |

### Grupo C
| Pos | Equipe                    | Pts | J | V | E | D | GP | GC | SG | Classificado        |  | NGA | CPV | LBR | CTA |
| --- | ------------------------- | --- | - | - | - | - | -- | -- | -- | ------------------- |  | --- | --- | --- | --- |
| 1   | Nigéria                   | 13  | 6 | 4 | 1 | 1 | 9  | 3  | +6 | Avança para 3ª Fase |  | —   | 1–1 | 2–0 | 0–1 |
| 2   | Cabo Verde                | 11  | 6 | 3 | 2 | 1 | 8  | 6  | +2 | Eliminados          |  | 1–2 | —   | 1–0 | 2–1 |
| 3   | Libéria                   | 6   | 6 | 2 | 0 | 4 | 5  | 8  | −3 | Eliminados          |  | 0–2 | 1–2 | —   | 3–1 |
| 4   | República Centro-Africana | 4   | 6 | 1 | 1 | 4 | 4  | 9  | −5 | Eliminados          |  | 0–2 | 1–1 | 0–1 | —   |

| 1 de setembro de 2021 | República Centro-Africana | 1 – 1     | Cabo Verde     | Estádio Japoma, Duala (Camarões)     |
| 14:00 (UTC+1)         | Toropité 53'              | Relatório | J. Tavares 36' | Público: 0 Árbitro: KEN Peter Waweru |

| 3 de setembro de 2021 | Nigéria            | 2 – 0     | Libéria | Estádio Teslim Balogun, Lagos                        |
| 17:00 (UTC+1)         | Iheanacho 22', 44' | Relatório |         | Público: 5 000 Árbitro: TOG Kouassi Attisso Attiogbe |

| 6 de setembro de 2021 | República Centro-Africana | 0 – 1     | Libéria     | Estádio Japoma, Duala (Camarões) |
| 16:00 (UTC+0)         |                           | Relatório | Sherman 86' | Árbitro: GUI Sekou Ahmed Touré   |

| 7 de setembro de 2021 | Cabo Verde     | 1 – 2     | Nigéria                               | Estádio Municipal Adérito Sena, Mindelo |
| 15:00 (UTC−1)         | D. Tavares 19' | Relatório | Osimhen 30' · Rocha Santos 76' (g.c.) | Público: 500 Árbitro: MAR Samir Guezzaz |

| 7 de outubro de 2021 | Libéria      | 1 – 2     | Cabo Verde                     | Accra Sports Stadium, Acra (Gana) |
| 15:00 (UTC+0)        | Harmon 45+3' | Relatório | Monteiro 52' · Rodrigues 90+2' | Árbitro: BFA Jean Ouattara        |

| 7 de outubro de 2021 | Nigéria | 0 – 1     | República Centro-Africana | Estádio Teslim Balogun, Lagos       |
| 18:00 (UTC+1)        |         | Relatório | Namnganda 90'             | Árbitro: MTN Mohamed Abdelaziz Bouh |

| 10 de outubro de 2021 | República Centro-Africana | 0 – 2     | Nigéria                     | Estádio Limbe, Limbe (Camarões) |
| 14:00 (UTC+1)         |                           | Relatório | Balogun 29' · Osimhen 45+1' | Árbitro: RWA Louis Hakizimana   |

| 10 de outubro de 2021 | Cabo Verde | 1 – 0     | Libéria | Estádio Municipal Adérito Sena, Mindelo |
| 15:00 (UTC−1)         | Mendes 90' | Relatório |         | Árbitro: NIG Mohamed Ali Moussa         |

| 13 de novembro de 2021 | Libéria | 0 – 2     | Nigéria                              | Stade Ibn Batouta, Tânger (Marrocos) |
| 17:00 (UTC+1)          |         | Relatório | Osimhen 15' (pen) · Musa 90+4' (pen) | Árbitro: TUN Youssef Essrayri        |

| 13 de novembro de 2021 | Cabo Verde                   | 2 – 1     | República Centro-Africana | Estádio Municipal Adérito Sena, Mindelo |
| 15:00 (UTC−1)          | J. Tavares 51' · Stopira 75' | Relatório | Ngoma 11'                 | Árbitro: GHA Daniel Laryea              |

| 16 de novembro de 2021 | Nigéria    | 1 – 1     | Cabo Verde | Estádio Teslim Balogun, Lagos |
| 17:00 (UTC+1)          | Osimhen 1' | Relatório | Stopira 5' | Árbitro: ALG Mustapha Ghorbal |

| 16 de novembro de 2021 | Libéria                      | 3 – 1     | República Centro-Africana | Stade Ibn Batouta, Tânger (Marrocos) |
| 17:00 (UTC+1)          | Macauley 2' · Wilson 8', 74' | Relatório | Ngoma 61'                 | Árbitro: CIV Ibrahim Kalilou Traoré  |

### Grupo D
| Pos | Equipe          | Pts | J | V | E | D | GP | GC | SG  | Classificado        |  | CMR | CIV | MOZ | MWI |
| --- | --------------- | --- | - | - | - | - | -- | -- | --- | ------------------- |  | --- | --- | --- | --- |
| 1   | Camarões        | 15  | 6 | 5 | 0 | 1 | 12 | 3  | +9  | Avança para 3ª Fase |  | —   | 1–0 | 3–1 | 2–0 |
| 2   | Costa do Marfim | 13  | 6 | 4 | 1 | 1 | 10 | 3  | +7  | Eliminados          |  | 2–1 | —   | 3–0 | 2–1 |
| 3   | Moçambique      | 4   | 6 | 1 | 1 | 4 | 2  | 8  | −6  | Eliminados          |  | 0–1 | 0–0 | —   | 1–0 |
| 4   | Malawi          | 3   | 6 | 1 | 0 | 5 | 2  | 12 | −10 | Eliminados          |  | 0–4 | 0–3 | 1–0 | —   |

| 3 de setembro de 2021 | Moçambique | 0 – 0     | Costa do Marfim | Estádio do Zimpeto, Maputo                        |
| 15:00 (UTC+2)         |            | Relatório |                 | Público: 0 Árbitro: BDI Pacifique Ndabihawenimana |

| 3 de setembro de 2021 | Camarões                          | 2 – 0     | Malawi | Estádio Paul Biya, Iaundé                           |
| 20:00 (UTC+1)         | Aboubakar 9' · Ngadeu-Ngadjui 22' | Relatório |        | Público: 250 Árbitro: COD Jean-Jacques Ndala Ngambo |

| 6 de setembro de 2021 | Costa do Marfim       | 2 – 1     | Camarões           | Estádio Nacional, Abidjã                      |
| 19:00 (UTC+0)         | Haller 20' (pen), 29' | Relatório | Ngamaleu 61' (pen) | Público: 10 000 Árbitro: ALG Mustapha Ghorbal |

| 7 de setembro de 2021 | Malawi    | 1 – 0     | Moçambique | Orlando Stadium, Joanesburgo (África do Sul)  |
| 15:00 (UTC+2)         | Mbulu 10' | Relatório |            | Público: 0 Árbitro: DJI Souleiman Ahmed Djama |

| 8 de outubro de 2021 | Malawi | 0 – 3     | Costa do Marfim                          | Orlando Stadium, Joanesburgo (África do Sul) |
| 15:00 (UTC+2)        |        | Relatório | Gradel 36' · I. Sangaré 85' · Boga 90+5' | Árbitro: KEN Peter Waweru                    |

| 8 de outubro de 2021 | Camarões                                 | 3 – 1     | Moçambique | Estádio Japoma, Duala       |
| 18:00 (UTC+1)        | Choupo-Moting 28', 51' · Toko Ekambi 63' | Relatório | Catamo 81' | Árbitro: EGY Mohamed Marouf |

| 11 de outubro de 2021 | Moçambique | 0 – 1     | Camarões           | Stade Ibn Batouta, Tânger (Marrocos) |
| 14:00 (UTC+1)         |            | Relatório | Ngadeu-Ngadjui 68' | Árbitro: SDN Sabri Mohamed Fadul     |

| 11 de outubro de 2021 | Costa do Marfim            | 2 – 1     | Malawi     | Stade de l'Amitié, Cotonu (Benim) |
| 17:00 (UTC+1)         | Pépé 2' · Kessié 66' (pen) | Relatório | Muyaba 20' | Árbitro: SEY Bernard Camille      |

| 13 de novembro de 2021 | Malawi | 0 – 4     | Camarões                                               | Orlando Stadium, Joanesburgo (África do Sul) |
| 15:00 (UTC+2)          |        | Relatório | Aboubakar 22' · Zambo Anguissa 42' · Bassogog 85', 87' | Árbitro: SEN Issa Sy                         |

| 13 de novembro de 2021 | Costa do Marfim                    | 3 – 0     | Moçambique | Stade de l'Amitié, Cotonu (Benim) |
| 20:00 (UTC+1)          | Gradel 10' · Cornet 61' · Seri 90' | Relatório |            | Árbitro: EGY Ahmed El Ghandour    |

| 16 de novembro de 2021 | Moçambique       | 1 – 0     | Malawi | Stade de l'Amitié, Cotonu (Benim) |
| 14:00 (UTC+1)          | Mzava 51' (g.c.) | Relatório |        | Árbitro: SOM Hassan Mohamed Hagi  |

| 16 de novembro de 2021 | Camarões        | 1 – 0     | Costa do Marfim | Estádio Japoma, Duala      |
| 20:00 (UTC+1)          | Toko Ekambi 21' | Relatório |                 | Árbitro: ZAM Janny Sikazwe |

### Grupo E
| Pos | Equipe | Pts | J | V | E | D | GP | GC | SG  | Classificado        |  | MLI | UGA | KEN | RWA |
| --- | ------ | --- | - | - | - | - | -- | -- | --- | ------------------- |  | --- | --- | --- | --- |
| 1   | Mali   | 16  | 6 | 5 | 1 | 0 | 11 | 0  | +11 | Avança para 3ª Fase |  | —   | 1–0 | 5–0 | 1–0 |
| 2   | Uganda | 9   | 6 | 2 | 3 | 1 | 3  | 2  | +1  | Eliminados          |  | 0–0 | —   | 1–1 | 1–0 |
| 3   | Quénia | 6   | 6 | 1 | 3 | 2 | 4  | 9  | −5  | Eliminados          |  | 0–1 | 0–0 | —   | 2–1 |
| 4   | Ruanda | 1   | 6 | 0 | 1 | 5 | 2  | 9  | −7  | Eliminados          |  | 0–3 | 0–1 | 1–1 | —   |

| 1 de setembro de 2021 | Mali             | 1 – 0     | Ruanda | Stade d'Agadir, Agadir (Marrocos)    |
| 20:00 (UTC+1)         | A. M. Traoré 19' | Relatório |        | Público: 0 Árbitro: MTN Dahane Beida |

| 2 de setembro de 2021 | Quénia | 0 – 0     | Uganda | Estádio Nacional Nyayo, Nairóbi                      |
| 16:00 (UTC+3)         |        | Relatório |        | Público: 560 Árbitro: SDN Mahmood Ali Mahmood Ismail |

| 5 de setembro de 2021 | Ruanda         | 1 – 1     | Quénia     | Estádio Regional de Nyamirambo, Quigali    |
| 15:00 (UTC+2)         | Rwatubyaye 21' | Relatório | Olunga 10' | Público: 0 Árbitro: NGA Joseph Odey Ogabor |

| 6 de setembro de 2021 | Uganda | 0 – 0     | Mali | St. Mary's Stadium-Kitende, Entebbe             |
| 14:00 (UTC+3)         |        | Relatório |      | Público: 0 Árbitro: MRI Ahmad Imtehaz Heeralall |

| 7 de outubro de 2021 | Ruanda | 0 – 1     | Uganda   | Estádio Regional de Nyamirambo, Quigali |
| 18:00 (UTC+2)        |        | Relatório | Bayo 41' | Árbitro: BOT Joshua Bondo               |

| 7 de outubro de 2021 | Mali                                                     | 5 – 0     | Quénia | Stade d'Agadir, Agadir (Marrocos) |
| 21:00 (UTC+2)        | A. M. Traoré 8' · Koné 22', 36', 45' (pen) · Doumbia 85' | Relatório |        | Árbitro: TUN Youssef Essrayri     |

| 10 de outubro de 2021 | Quénia | 0 – 1     | Mali     | Estádio Nacional Nyayo, Nairóbi |
| 16:00 (UTC+3)         |        | Relatório | Koné 55' | Árbitro: CMR Blaise Yuven Ngwa  |

| 10 de outubro de 2021 | Uganda   | 1 – 0     | Ruanda | St. Mary's Stadium-Kitende, Entebbe |
| 16:00 (UTC+3)         | Bayo 22' | Relatório |        | Árbitro: TUN Haythem Guirat         |

| 11 de novembro de 2021 | Uganda   | 1 – 1     | Quénia     | St. Mary's Stadium-Kitende, Entebbe |
| 16:00 (UTC+3)          | Bayo 89' | Relatório | Olunga 62' | Árbitro: DJI Souleiman Ahmed Djama  |

| 11 de novembro de 2021 | Ruanda | 0 – 3     | Mali                                      | Estádio Regional de Nyamirambo, Quigali |
| 18:00 (UTC+2)          |        | Relatório | Djenepo 19' · Koné 21' · K. Coulibaly 87' | Árbitro: ANG Hélder Martins de Carvalho |

| 14 de novembro de 2021 | Mali             | 1 – 0     | Uganda | Stade d'Agadir, Agadir (Marrocos)  |
| 17:00 (UTC+1)          | K. Coulibaly 19' | Relatório |        | Árbitro: ETH Bamlak Tessema Weyesa |

| 15 de novembro de 2021 | Quénia                      | 2 – 1     | Ruanda        | Estádio Nacional Nyayo, Nairóbi |
| 16:00 (UTC+3)          | Olunga 2' · Odada 15' (pen) | Relatório | Niyonzima 66' | Árbitro: MOZ Celso Alvação      |

### Grupo F
| Pos | Equipe | Pts | J | V | E | D | GP | GC | SG | Classificado        |  | EGY | GAB | LBY | ANG |
| --- | ------ | --- | - | - | - | - | -- | -- | -- | ------------------- |  | --- | --- | --- | --- |
| 1   | Egito  | 14  | 6 | 4 | 2 | 0 | 10 | 4  | +6 | Avança para 3ª Fase |  | —   | 2–1 | 1–0 | 1–0 |
| 2   | Gabão  | 7   | 6 | 2 | 1 | 3 | 7  | 8  | −1 | Eliminados          |  | 1–1 | —   | 1–0 | 2–0 |
| 3   | Líbia  | 7   | 6 | 2 | 1 | 3 | 4  | 7  | −3 | Eliminados          |  | 0–3 | 2–1 | —   | 1–1 |
| 4   | Angola | 5   | 6 | 1 | 2 | 3 | 6  | 8  | −2 | Eliminados          |  | 2–2 | 3–1 | 0–1 | —   |

| 1 de setembro de 2021 | Líbia                         | 2 – 1     | Gabão    | Estádio dos Mártires de Fevereiro, Bengasi    |
| 21:00 (UTC+2)         | Salama 27' · Al Warfali 90+5' | Relatório | Poko 11' | Público: 0 Árbitro: ETH Bamlak Tessema Weyesa |

| 2 de setembro de 2021 | Egito          | 1 – 0     | Angola | Estádio 30 de Junho, Cairo            |
| 21:00 (UTC+2)         | Magdy 5' (pen) | Relatório |        | Público: 0 Árbitro: MLI Boubou Traore |

| 5 de setembro de 2021 | Gabão         | 1 – 1     | Egito       | Stade de Franceville, Franceville      |
| 20:00 (UTC+1)         | Allevinah 73' | Relatório | Mohamed 90' | Público: 0 Árbitro: GAM Bakary Gassama |

| 7 de setembro de 2021 | Angola | 0 – 1     | Líbia         | Estádio 11 de Novembro, Luanda               |
| 20:00 (UTC+1)         |        | Relatório | Al Khouja 43' | Público: 10 000 Árbitro: CGO Messie Nkounkou |

| 8 de outubro de 2021 | Angola                             | 3 – 1     | Gabão    | Estádio 11 de Novembro, Luanda     |
| 18:30 (UTC+1)        | Zini 25' · Papel 56' · Buatu 90+1' | Relatório | Méyé 83' | Árbitro: DJI Souleiman Ahmed Djama |

| 8 de outubro de 2021 | Egito        | 1 – 0     | Líbia | Estádio Borg El Arab, Alexandria       |
| 21:00 (UTC+2)        | Marmoush 49' | Relatório |       | Árbitro: BDI Pacifique Ndabihawenimana |

| 11 de outubro de 2021 | Gabão                                | 2 – 0     | Angola | Stade de Franceville, Franceville |
| 14:00 (UTC+1)         | Aubameyang 74' · Carneiro 84' (g.c.) | Relatório |        | Árbitro: SEN Maguete N'Diaye      |

| 11 de outubro de 2021 | Líbia | 0 – 3     | Egito                                     | Estádio 28 de Março, Bengasi |
| 21:00 (UTC+2)         |       | Relatório | El Fotouh 39' · Mohamed 45+4' · Sobhi 72' | Árbitro: RSA Victor Gomes    |

| 12 de novembro de 2021 | Gabão                | 1 – 0     | Líbia | Stade de Franceville, Franceville |
| 14:00 (UTC+1)          | Aubameyang 54' (pen) | Relatório |       | Árbitro: UGA Mashood Ssali        |

| 12 de novembro de 2021 | Angola                             | 2 – 2     | Egito                     | Estádio 11 de Novembro, Luanda |
| 20:00 (UTC+1)          | Hélder Costa 25' · Nzola 35' (pen) | Relatório | Elneny 45+1' · Tawfik 59' | Árbitro: COD Ndala Ngambo      |

| 16 de novembro de 2021 | Egito                        | 2 – 1     | Gabão         | Estádio Borg El Arab, Alexandria |
| 15:00 (UTC+2)          | Afsha 4' · Obiang 75' (g.c.) | Relatório | Allevinah 54' | Árbitro: BDI Georges Gatogato    |

| 16 de novembro de 2021 | Líbia          | 1 – 1     | Angola   | Estádio 28 de Março, Bengasi |
| 15:00 (UTC+2)          | Al Warfali 49' | Relatório | Zini 81' | Árbitro: MTN Dahane Beida    |

### Grupo G
| Pos | Equipe        | Pts | J | V | E | D | GP | GC | SG | Classificado        |  | GHA | RSA | ETH | ZIM |
| --- | ------------- | --- | - | - | - | - | -- | -- | -- | ------------------- |  | --- | --- | --- | --- |
| 1   | Gana          | 13  | 6 | 4 | 1 | 1 | 7  | 3  | +4 | Avança para 3ª Fase |  | —   | 1–0 | 1–0 | 3–1 |
| 2   | África do Sul | 13  | 6 | 4 | 1 | 1 | 6  | 2  | +4 | Eliminados          |  | 1–0 | —   | 1–0 | 1–0 |
| 3   | Etiópia       | 5   | 6 | 1 | 2 | 3 | 4  | 7  | −3 | Eliminados          |  | 1–1 | 1–3 | —   | 1–0 |
| 4   | Zimbabwe      | 2   | 6 | 0 | 2 | 4 | 2  | 7  | −5 | Eliminados          |  | 0–1 | 0–0 | 1–1 | —   |

| 3 de setembro de 2021 | Zimbabwe | 0 – 0     | África do Sul | Estádio Nacional, Harare                 |
| 15:00 (UTC+2)         |          | Relatório |               | Público: 0 Árbitro: EGY Mahmoud El Banna |

| 3 de setembro de 2021 | Gana       | 1 – 0     | Etiópia | Cape Coast Sports Stadium, Cape Coast      |
| 19:00 (UTC+0)         | Wakaso 35' | Relatório |         | Público: 2 250 Árbitro: MAR Rédouane Jiyed |

| 6 de setembro de 2021 | África do Sul | 1 – 0     | Gana | Estádio FNB, Joanesburgo                        |
| 18:00 (UTC+2)         | Hlongwane 83' | Relatório |      | Público: 0 Árbitro: ZAM Derrick Kasokota Kafuli |

| 7 de setembro de 2021 | Etiópia            | 1 – 0     | Zimbabwe | Estádio Bahir Dar, Bahir Dar            |
| 19:00 (UTC+3)         | Tamene 90+4' (pen) | Relatório |          | Público: 0 Árbitro: SEY Bernard Camille |

| 9 de outubro de 2021 | Etiópia    | 1 – 3     | África do Sul                             | Estádio Bahir Dar, Bahir Dar    |
| 15:00 (UTC+3)        | Kebede 67' | Relatório | Mokoena 45+1' · Mvala 71' · Makgopa 90+1' | Árbitro: LBY Shuhoub Abdulbasit |

| 9 de outubro de 2021 | Gana                                | 3 – 1     | Zimbabwe         | Cape Coast Sports Stadium, Cape Coast |
| 18:00 (UTC+0)        | Kudus 5' · Partey 66' · A. Ayew 87' | Relatório | Musona 49' (pen) | Árbitro: GAB Pierre Atcho             |

| 12 de outubro de 2021 | Zimbabwe | 0 – 1     | Gana       | Estádio Nacional, Harare       |
| 15:00 (UTC+2)         |          | Relatório | Partey 31' | Árbitro: EGY Amin Mohamed Omar |

| 12 de outubro de 2021 | África do Sul     | 1 – 0     | Etiópia | Estádio FNB, Joanesburgo      |
| 18:00 (UTC+2)         | Kebede 11' (g.c.) | Relatório |         | Árbitro: BDI Georges Gatogato |

| 11 de novembro de 2021 | Etiópia    | 1 – 1     | Gana        | Orlando Stadium, Joanesburgo (África do Sul) |
| 15:00 (UTC+2)          | Kebede 72' | Relatório | A. Ayew 22' | Árbitro: CMR Blaise Yuven Ngwa               |

| 11 de novembro de 2021 | África do Sul | 1 – 0     | Zimbabwe | Estádio FNB, Joanesburgo |
| 21:00 (UTC+2)          | Mokoena 26'   | Relatório |          | Árbitro: TUN Sadok Selmi |

| 14 de novembro de 2021 | Zimbabwe    | 1 – 1     | Etiópia    | Estádio Nacional, Harare        |
| 15:00 (UTC+2)          | Mahachi 39' | Relatório | Nassir 86' | Árbitro: NIG Mohamed Ali Moussa |

| 14 de novembro de 2021 | Gana              | 1 – 0     | África do Sul | Cape Coast Sports Stadium, Cape Coast |
| 21:00 (UTC+0)          | A. Ayew 33' (pen) | Relatório |               | Árbitro: SEN Maguette N'Diaye         |

### Grupo H
| Pos | Equipe  | Pts | J | V | E | D | GP | GC | SG  | Classificado        |  | SEN | TOG | NAM | CGO |
| --- | ------- | --- | - | - | - | - | -- | -- | --- | ------------------- |  | --- | --- | --- | --- |
| 1   | Senegal | 16  | 6 | 5 | 1 | 0 | 15 | 4  | +11 | Avança para 3ª Fase |  | —   | 2–0 | 4–1 | 2–0 |
| 2   | Togo    | 8   | 6 | 2 | 2 | 2 | 5  | 6  | −1  | Eliminados          |  | 1–1 | —   | 0–1 | 1–1 |
| 3   | Namíbia | 5   | 6 | 1 | 2 | 3 | 5  | 10 | −5  | Eliminados          |  | 1–3 | 0–1 | —   | 1–1 |
| 4   | Congo   | 3   | 6 | 0 | 3 | 3 | 5  | 10 | −5  | Eliminados          |  | 1–3 | 1–2 | 1–1 | —   |

| 1 de setembro de 2021 | Senegal                  | 2 – 0     | Togo | Stade Lat-Dior, Thiès               |
| 16:00 (UTC+0)         | Mané 56' · A. Diallo 81' | Relatório |      | Público: 0 Árbitro: TUN Sadok Selmi |

| 2 de setembro de 2021 | Namíbia     | 1 – 1     | Congo              | Orlando Stadium, Joanesburgo (África do Sul)  |
| 18:00 (UTC+2)         | Hambira 24' | Relatório | Hambira 57' (g.c.) | Público: 0 Árbitro: MAD Andofetra Rakotojaona |

| 5 de setembro de 2021 | Togo | 0 – 1     | Namíbia      | Stade de Kégué, Lomé                          |
| 16:00 (UTC+0)         |      | Relatório | Kambindu 53' | Público: 0 Árbitro: SOM Omar Abdulkadir Artan |

| 7 de setembro de 2021 | Congo                | 1 – 3     | Senegal                             | Stade Alphonse Massemba-Débat, Brazavile   |
| 17:00 (UTC+1)         | Ganvoula 45+2' (pen) | Relatório | Dia 27' · Sarr 82' · Mané 87' (pen) | Público: 0 Árbitro: NIG Mohamed Ali Moussa |

| 9 de outubro de 2021 | Togo       | 1 – 1     | Congo            | Stade de Kégué, Lomé           |
| 18:00 (UTC+0)        | Placca 56' | Relatório | Romao 21' (g.c.) | Árbitro: GUI Sekou Ahmed Touré |

| 9 de outubro de 2021 | Senegal                                         | 4 – 1     | Namíbia      | Stade Lat-Dior, Thiès               |
| 21:00 (UTC+0)        | Gueye 10' · Diedhiou 38' · Mané 54' · Baldé 83' | Relatório | Kamatuka 75' | Árbitro: CIV Ibrahim Kalilou Traoré |

| 12 de outubro de 2021 | Namíbia       | 1 – 3     | Senegal                | Orlando Stadium, Joanesburgo (África do Sul) |
| 15:00 (UTC+2)         | Shalulile 27' | Relatório | Diedhiou 22', 51', 84' | Árbitro: COM Athoumani Mohamed Youssouf      |

| 12 de outubro de 2021 | Congo      | 1 – 2     | Togo                    | Stade Alphonse Massemba-Débat, Brazavile |
| 17:00 (UTC+1)         | Mbenza 71' | Relatório | Placca 43' · Denkey 77' | Árbitro: BEN Djindo Louis Houngnandande  |

| 11 de novembro de 2021 | Congo      | 1 – 1     | Namíbia       | Stade Alphonse Massemba-Débat, Brazavile |
| 17:00 (UTC+1)          | Mbenza 54' | Relatório | Shalulile 42' | Árbitro: RWA Samuel Uwikunda             |

| 11 de novembro de 2021 | Togo               | 1 – 1     | Senegal      | Stade de Kégué, Lomé     |
| 19:00 (UTC+0)          | Cissé 45+1' (g.c.) | Relatório | Diallo 90+3' | Árbitro: MAR Jalal Jayed |

| 14 de novembro de 2021 | Senegal       | 2 – 0     | Congo | Stade Lat-Dior, Thiès        |
| 21:00 (UTC+0)          | Sarr 14', 24' | Relatório |       | Árbitro: CPV Fabricio Duarte |

| 15 de novembro de 2021 | Namíbia | 0 – 1     | Togo       | Orlando Stadium, Joanesburgo (África do Sul) |
| 15:00 (UTC+2)          |         | Relatório | Placca 88' | Árbitro: GAB Pierre Atcho                    |

### Grupo I
| Pos | Equipe       | Pts | J | V | E | D | GP | GC | SG  | Classificado        |  | MAR | GNB | GUI | SDN |
| --- | ------------ | --- | - | - | - | - | -- | -- | --- | ------------------- |  | --- | --- | --- | --- |
| 1   | Marrocos     | 18  | 6 | 6 | 0 | 0 | 20 | 1  | +19 | Avança para 3ª Fase |  | —   | 5–0 | 3–0 | 2–0 |
| 2   | Guiné-Bissau | 6   | 6 | 1 | 3 | 2 | 5  | 11 | −6  | Eliminados          |  | 0–3 | —   | 1–1 | 0–0 |
| 3   | Guiné        | 4   | 6 | 0 | 4 | 2 | 5  | 11 | −6  | Eliminados          |  | 1–4 | 0–0 | —   | 2–2 |
| 4   | Sudão        | 3   | 6 | 0 | 3 | 3 | 5  | 12 | −7  | Eliminados          |  | 0–3 | 2–4 | 1–1 | —   |

| 1 de setembro de 2021 | Guiné-Bissau    | 1 – 1     | Guiné     | Estádio Olímpico, Nuaquexote (Mauritânia) |
| 16:00 (UTC+0)         | Jos. Mendes 51' | Relatório | Kamano 7' | Público: 500 Árbitro: LBY Mutaz Ibrahim   |

| 2 de setembro de 2021 | Marrocos                           | 2 – 0     | Sudão | Estádio Príncipe Moulay Abdellah, Rabat  |
| 20:00 (UTC+1)         | Aguerd 10' · A. Abdalla 53' (g.c.) | Relatório |       | Público: 0 Árbitro: SEN Maguette N'Diaye |

| 7 de setembro de 2021 | Sudão                   | 2 – 4     | Guiné-Bissau                                    | Estádio Al-Hilal, Ondurmã            |
| 21:00 (UTC+2)         | Abdel Rahman 55', 90+2' | Relatório | Piqueti 8', 39' · F. Mendy 11' · Mam. Baldé 82' | Público: 0 Árbitro: RSA Victor Gomes |

| 6 de outubro de 2021 | Sudão     | 1 – 1     | Guiné    | Estádio de Marrakech, Marraquexe (Marrocos) |
| 18:00 (UTC+1)        | Teiri 72' | Relatório | Bayo 56' | Árbitro: ZAM Janny Sikazwe                  |

| 6 de outubro de 2021 | Marrocos                                                              | 5 – 0     | Guiné-Bissau | Estádio Príncipe Moulay Abdellah, Rabat |
| 21:00 (UTC+1)        | Hakimi 31' · Louza 45+1' (pen) · Chair 49' · El Kaabi 62' · Munir 82' | Relatório |              | Árbitro: MLI Boubou Traoré              |

| 9 de outubro de 2021 | Guiné                | 2 – 2     | Sudão                        | Stade d'Agadir, Agadir (Marrocos) |
| 14:00 (UTC+1)        | Kanté 48' · Bayo 67' | Relatório | Abdel Rahman 64' · Kamal 88' | Árbitro: ALG Mustapha Ghorbal     |

| 9 de outubro de 2021 | Guiné-Bissau | 0 – 3     | Marrocos                       | Estádio Mohammed V, Casablanca (Marrocos) |
| 20:00 (UTC+1)        |              | Relatório | El Kaabi 10', 70' · Barkok 20' | Árbitro: COD Ndala Ngambo                 |

| 12 de outubro de 2021 | Guiné    | 1 – 4     | Marrocos                                     | Estádio Príncipe Moulay Abdellah, Rabat (Marrocos) |
| 20:00 (UTC+1)         | Kané 31' | Relatório | El Kaabi 21' · Amallah 43', 65' · Boufal 89' | Árbitro: CMR Alioum Alioum                         |

| 12 de novembro de 2021 | Guiné | 0 – 0     | Guiné-Bissau | Estádio General Lansana Conté, Conacri |
| 16:00 (UTC+0)          |       | Relatório |              | Árbitro: EGY Mohamed Marouf            |

| 12 de novembro de 2021 | Sudão | 0 – 3     | Marrocos                    | Estádio Príncipe Moulay Abdellah, Rabat (Marrocos) |
| 20:00 (UTC+1)          |       | Relatório | Mmaee 3', 61' · Louza 90+3' | Árbitro: KEN Peter Waweru                          |

| 15 de novembro de 2021 | Guiné-Bissau | 0 – 0     | Sudão | Estádio de Marrakech, Marraquexe (Marrocos) |
| 17:00 (UTC+1)          |              | Relatório |       | Árbitro: BFA Jean Ouattara                  |

| 16 de novembro de 2021 | Marrocos                      | 3 – 0     | Guiné | Estádio Príncipe Moulay Abdellah, Rabat |
| 20:00 (UTC+1)          | Mmaee 21', 29' · El Kaabi 60' | Relatório |       | Árbitro: BOT Joshua Bondo               |

### Grupo J
| Pos | Equipe     | Pts | J | V | E | D | GP | GC | SG | Classificado        |  | COD | BEN | TAN | MAD |
| --- | ---------- | --- | - | - | - | - | -- | -- | -- | ------------------- |  | --- | --- | --- | --- |
| 1   | RD Congo   | 11  | 6 | 3 | 2 | 1 | 9  | 3  | +6 | Avança para 3ª Fase |  | —   | 2–0 | 1–1 | 2–0 |
| 2   | Benim      | 10  | 6 | 3 | 1 | 2 | 5  | 4  | +1 | Eliminados          |  | 1–1 | —   | 0–1 | 2–0 |
| 3   | Tanzânia   | 8   | 6 | 2 | 2 | 2 | 6  | 8  | −2 | Eliminados          |  | 0–3 | 0–1 | —   | 3–2 |
| 4   | Madagascar | 4   | 6 | 1 | 1 | 4 | 4  | 9  | −5 | Eliminados          |  | 1–0 | 0–1 | 1–1 | —   |

| 2 de setembro de 2021 | RD Congo    | 1 – 1     | Tanzânia  | Stade TP Mazembe, Lubumbashi                   |
| 15:00 (UTC+2)         | Mbokani 23' | Relatório | Msuva 36' | Público: 0 Árbitro: CIV Kalilou Ibrahim Traore |

| 2 de setembro de 2021 | Madagascar | 0 – 1     | Benim      | Estádio Municipal Mahamasina, Antananarivo    |
| 19:00 (UTC+3)         |            | Relatório | Mounié 22' | Público: 10 000 Árbitro: ZIM Brighton Chimene |

| 6 de setembro de 2021 | Benim      | 1 – 1     | RD Congo    | Stade de l'Amitié, Cotonu                 |
| 14:00 (UTC+1)         | Adéoti 33' | Relatório | Mbokani 11' | Público: 5 000 Árbitro: BFA Jean Ouattara |

| 7 de setembro de 2021 | Tanzânia                                | 3 – 2     | Madagascar                            | Estádio Nacional, Dar es Salaam       |
| 13:00 (UTC+3)         | Nyoni 2' (pen) · Dismas 26' · Salum 53' | Relatório | Rakotoharimalala 36' · Fontaine 45+2' | Público: 0 Árbitro: UGA Mashood Ssali |

| 7 de outubro de 2021 | Tanzânia | 0 – 1     | Benim      | Estádio Nacional, Dar es Salaam |
| 15:00 (UTC+3)        |          | Relatório | Mounié 72' | Árbitro: MOZ Celso Alvação      |

| 7 de outubro de 2021 | RD Congo                      | 2 – 0     | Madagascar | Stade des Martyrs, Kinshasa           |
| 21:00 (UTC+1)        | Akolo 35' · Mbokani 78' (pen) | Relatório |            | Árbitro: ANG Antonio Caluassi Dungula |

| 10 de outubro de 2021 | Benim | 0 – 1     | Tanzânia | Stade de l'Amitié, Cotonu          |
| 14:00 (UTC+1)         |       | Relatório | Msuva 6' | Árbitro: SOM Omar Abdulkadir Artan |

| 10 de outubro de 2021 | Madagascar          | 1 – 0     | RD Congo | Estádio Municipal Mahamasina, Antananarivo |
| 19:00 (UTC+3)         | Rakotoharimalala 1' | Relatório |          | Árbitro: MRI Patrice Milazare              |

| 11 de novembro de 2021 | Tanzânia | 0 – 3     | RD Congo                             | Estádio Nacional, Dar es Salaam |
| 16:00 (UTC+3)          |          | Relatório | Kakuta 6' · Fasika 66' · Malango 85' | Árbitro: SEY Bernard Camille    |

| 11 de novembro de 2021 | Benim                   | 2 – 0     | Madagascar | Stade de l'Amitié, Cotonu   |
| 17:00 (UTC+1)          | Dossou 43' · Mounié 79' | Relatório |            | Árbitro: GAM Bakary Gassama |

| 14 de novembro de 2021 | RD Congo                  | 2 – 0     | Benim | Stade des Martyrs, Kinshasa     |
| 14:00 (UTC+1)          | Mbokani 10' · Malango 74' | Relatório |       | Árbitro: GAB Eric Otogo-Castane |

| 14 de novembro de 2021 | Madagascar   | 1 – 1     | Tanzânia  | Estádio Municipal Mahamasina, Antananarivo |
| 16:00 (UTC+3)          | Abdallah 74' | Relatório | Msuva 25' | Árbitro: CGO Messie Nkounkou               |